# I Wanna Be Loved (Elvis Costello)
I Wanna Be Loved is een lied van de Amerikaanse pianist Farnell Jenkins. Het werd in 1973 opgenomen door de groep Teacher's Edition en uitgegeven door het in soul gespecialiseerde label Hi Records.

## Versie Elvis Costello
I Wanna Be Loved kreeg pas bekendheid toen de Britse zanger Elvis Costello het in 1984 opnam voor zijn album Goodbye Cruel World en het als dragende single uitbracht. Green Gartside van de band Scritti Politti nam de achtergrondzang voor zijn rekening. 

### Videoclip
De bijbehorende videoclip is deels opgenomen op het Flinders Street Station van Melbourne; Costello zit in een fotohokje, laat zich door iedereen kussen en voegt hier en daar een eigen tweede stem toe mee om tussendoor spontaan in tranen uit te barsten. Dit als gevolg van zijn eerste echtscheiding en de hoog opgelopen spanningen met zijn begeleiders The Attractions die niet aan de clip hebben meegewerkt. Regisseur Kevin Godley hergebruikte het concept in 1993 voor de clip van U2's Numb.

### Ontvangst
Door het gebruik van trendy opnametechnieken en het daardoor ontstane gladde geluid is I Wanna Be Loved, en daarmee het algehele album Goodbye Cruel World niet representatief voor het overigens veelzijdige oeuvre van Costello. Zelf zei hij in 1994 "Ik luister liever naar I Wanna Be Loved met de videoclip erbij". Later nam Costello het weer in zijn setlijst op.